# Eunectes stirtoni
Eunectes stirtoni es una especie extinta de anaconda, grupo de boas (Boidae) típico de América del Sur. Esta especie fue hallada en los yacimientos fósiles de La Venta, en Colombia, que datan de mediados del período Mioceno, lo que la hacen el primer registro conocido del género Eunectes, al que pertenecen las anacondas. Los restos descubiertos son una colección de ocho vértebras fragmentadas, la base del basisfenoide y el proótico derecho. Las vértebras poseen paradiapófisis muy acentuadas, a diferencia de las de las especies modernas; algunos de los restos vertebrales referidos a esta especie de Colombia por ello han sido provisionalmente asignados a Eunectes sp. (es decir, especie sin determinar).
Esta serpiente constrictora habría sido de tamaño medio, como los ejemplares de tamaño medio de la moderna anaconda Eunectes murinus (alrededor de tres metros de largo). Otros restos asignados genéricamente a Eunectes y de boas en general se han hallado igualmente en la zona de La Venta, en el área de Urumaco y Socorro en Venezuela, y en la formación Solimões de Brasil, todos del Mioceno; esto indica por una parte que las boas suramericanas, durante el aislamiento del Cenozoico, se diversificaron poco hasta que los ancestros comunes de los géneros Eunectes y Epicrates llegaron del Caribe al norte de Suramérica durante el final del Oligoceno y divergieron poco después, en el Mioceno; la aparición de E. stirtoni en el Mioceno medio es consistente con este escenario. Por otro lado, los restos de Eunectes y otras boas de esta época refuerzan la idea de que el norte del continente estaba dominado por ambientes tropicales mixtos compuestos de selvas, áreas abiertas y cursos de agua dulce donde existía una gran variedad de megafauna de la que se alimentaban estas serpientes.